# Aleurodicus marmoratus
Aleurodicus marmoratus es un hemíptero de la familia Aleyrodidae, con una subfamilia: Aleyrodinae. Fue descrita científicamente en 1922 por Hempel.